# Ламское (озеро)
Ламское или Ламна (также: Ламненское, Богоявленское, Богоявленное) — озеро в Южском районе Ивановской области, на территории Мугреево-Никольского сельского поселения. Озеро расположено в понижении, в пределах водораздела Тезы и Луха, на верхней позднеплейстоценовой надпойменной террасе реки Лух. Озеро Ламна — самое большое и самое мелководное карстовое озеро Ивановской области, окружено Ламненским торфяным болотом.

## Описание
Площадь озера составляет 1,262 км², площадь водосбора — 190 км², объём озера — 2,905 млн м³, наибольшая глубина равна 7 метрам.
Дно озера песчаное, твёрдое, в углублениях покрыто сапропелем. Берега водоёма пологие, заболоченные, заросшие деревьями и кустарником. В местах расположения рекреационных зон они покрыты разреженным берёзовым лесом без подлеска и подроста. На западном, северном и южном берегах имеется сплавина, участки которой временами отрываются от берега и образуют плавающие торфяные острова.
Возраст озера, оцениваемый по мощности торфяных залежей, составляет не менее 15 тысяч лет.
Дно озёрной котловины образовано болотными отложениями (торфом и суглинками), лежащими поверх известняков и доломитов пермского времени. Берега сформированы ледниковыми отложениями.
Озеро слабопроточное, со значительным временем водообмена, составляющим 19,9 года. К северному берегу озера примыкает болото Палма, через которое из озера вытекает река Исток. С северо-запада в озеро впадают реки Шабалиха, Лисиха и мелкие ручьи, с юга — река Вокша. В настоящее время их сток мал и озеро питается преимущественно от родников. Вода озера прозрачная, имеет коричневатый окрас, вызванный близостью торфяных залежей.
На юго-восточном берегу озера расположено село Малая Ламна, также к озеру примыкают земли населённых пунктов Большая Ламна и Быково. С востока озеро граничит с совхозом «Мугреевский», а на северо-западе — с землями колхоза им. Свердлова.

## Флора и фауна
В озере произрастает популяция редкого растения полушника озёрного. В водоёме и его окрестностях отмечены четыре вида земноводных (прудовая, остромордая, травяная лягушки и серая жаба), несколько видов пресмыкающихся (прыткая и живородящая ящерицы, веретеница ломкая, уж обыкновенный, гадюка обыкновенная), из млекопитающих — водяная полёвка, ондатра и бобр. Рыбы представлены краснопёркой, карасём, плотвой, щукой, окунем, сомом и налимом.

## Памятники природы и истории
С 1975 года территория озера и прилегающих земель входит в состав охраняемой природной территории «Болото Ламненское» и является памятником природы регионального значения. На берегах озера имеются три неолитические стоянки: Ламна Малая-1, Ламна Малая-2, Ламна Малая-3, принадлежащие к верхневолжской и льяловской культурам и Ламновское селище XI—XIV веков.

## Этимология названия
По некоторым предположениям, название озера связано с расселением прибалтийско-финских народов на Восточноевропейской равнине. В основе названия может лежать балтийский апеллятив лама (в латышском языке lama — узкая длинная низина, лужа, в литовском языке loma — низина).